# وولم أولم

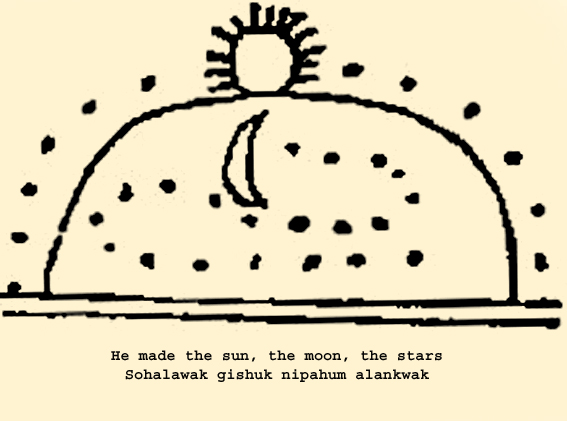
وولم أولوم مصورة

يُزعم أن وولم أولم (Walum Olum أو وولم أولم)، التي تُترجم عادةً باسم «تسجيلات حمراء» أو «نقاط حمراء»، هي سرد تاريخي لقبيلة ليناب «ديلاوير» الأمريكية الأصلية. أثارت الوثيقة الجدل حول أصالتها منذ نشرها عالم النبات والأثري قسطنطين صموئيل رافينسك في ثلاثينيات القرن التاسع عشر. أنتجت الدراسات الإثنوغرافية في الثمانينيات والتحليل في التسعينيات لمخطوطات رافينسك أدلة مهمة على أن الوثيقة خدعة.

## العمل
في عام 1836، في أول مجلد له من الأمم الأمريكية، نشر رافينسك ما يُمثِّل ترجمة إنجليزية لنص وولم أولم بالكامل، إضافةً إلى جزء من لغة ليناب.
يتضمن فيلم وولم أولم أسطورة الخلق وأسطورة الطوفان وسرد سلسلة من الهجرات، وادعى رافينسك وآخرون (أو فسّروا) أن الهجرات بدأت في آسيا، واقترحت وولم أولم أن الهجرة عبر مضيق بيرينغ حدثت قبل 3600 عام.
تضمن النص قائمة طويلة بأسماء الرؤساء، التي يبدو أنها توفر جدولًا زمنيًا للملحمة. وفقًا لرافينسك، ظهر الرؤساء في وقت مبكر يعود إلى 1600 قبل الميلاد.

### القصة بإيجاز
يبدأ السرد بتكوين الكون وتشكيل الأرض وخلق البشر الأوائل بوساطة مانيتو العظيم. بعد ذلك، عندما يخلق مانيتو العظيم المزيد من المخلوقات فإن مانيت الشرير يخلق كائنات أخرى، مثل الذباب.
على الرغم من أن كل شيء يبدو متناغمًا في البداية، فإن الكائن الشرير يجلب التعاسة والمرض والكوارث والموت. ثعبان كبير هاجم الناس وطردهم من منازلهم. غمرت الأفعى الأرض وصنعت الوحوش في الماء، ولكن الخالق صنع سلحفاة عملاقة، ركب فيها الناجون الطوفان، ودعوا أن تنحسر المياه. عندما ظهرت الأرض مرة أخرى، كانوا في مكان به ثلج وبارد، لذلك طوروا مهاراتهم في بناء المنازل والصيد، وبدأوا في الاستكشاف للعثور على المزيد من الأراضي المعتدلة. في النهاية، اختاروا التوجه شرقًا من أرض السلحفاة إلى أرض الأفعى، والمشي عبر المحيط المتجمد والوصول أولًا إلى أرض أشجار التنوب.
بعد بضعة أجيال (من هذه النقطة فصاعدًا، جرت تسمية زعماء القبيلة)، بدأوا بالانتشار في المناطق المجاورة. مرت أجيال عديدة (وصفت خصائص كل رئيس بإيجاز)، حتى قرر جزء كبير من الأمة غزو أراضي شعب الغاوي، بمساعدة شمال تلاماتان. على الرغم من نجاح الغزو في نهاية المطاف، فإن تلاماتان أصبح معاديًا في وقت لاحق، ولكن سرعان ما تم إخماده، وبدأت فترة طويلة أخرى من التوحيد. وصل التوسع البطيء في الأراضي الشرقية الغنية في النهاية إلى بحر آخر، حيث وصل، بعد أجيال، الرجال البيض الأوائل على متن السفن.
هناك ينتهي النص، على الرغم من أن رافينسك نشر بالفعل «شظية: عن تاريخ لينابيس» منذ 1600، عندما يغلق وولم أولم، الذي يأخذ القصة إلى وقته الخاص. هذا (الذي يسمي عرضيًا مؤلف كتاب وولم أولم  الأصلي كـ Lekhibit واحد) موجود فقط بوصفه ترجمة مزعومة من قبل جون بيرنز، الذي لم يجر التعرف عليه بنحو مرضٍ.

## الأصل
ادعى رافينسك أن السرد الأصلي قد سُجِّل في الصور التوضيحية على لحاء البتولا، أو ألواح أو عصي من خشب الأرز (أوضح رافينسك أن «أولم... يشير إلى سجل، أو عصا مسننة، أو قطعة محفورة من الخشب أو اللحاء»). قال: «الراحل الدكتور وارد من إنديانا» حصل على المواد في عام 1820 من مريض لينابي مقابل علاج طبي، ونقلها في النهاية إلى شركة رافينسك.
من الملاحظات الشخصية لرافينسك وأسطورة عائلية، جرى تحديد الدكتور وارد مبدئيًا في عام 1954 على أنه الدكتور جون راسل وارد، طبيب كنتاكي الذي توفي عام 1834، ولكن جرى التعرف على مرشح إنديانا محتمل (Malthus A. Ward (1794-1863، لذا لم يكن «متأخرًا» بمعنى «المتوفى»، الذي قضى بعضًا من حياته المهنية المبكرة في إنديانا، وانتقل إلى نيو إنجلاند عام 1823، وكان منذ عام 1831 أستاذًا للتاريخ الطبيعي في جامعة جورجيا. وقال إن النسخ التوضيحي للآيات بلغة لينابي جاء من مصدر مختلف. في عام 1822، بعد نشر ترجمته، قال رافينسك إنه فقد اللوحات الفعلية.
عندما كتب رافينسك مقالًا عن لغة ليناب في أكتوبر 1834، لم يذكر كلمة وولم أولم على الإطلاق. وبعد شهرين قدم ملحقًا عن ذلك. كان هذا بعد فترة وجيزة من حصوله على قائمة بأسماء ليناب الأصلية التي جمعها جون هيكويلدر.
ترجمة رافينسك للآيات 183 يبلغ مجموعها أقل من 3000 كلمة. وضع في مخطوطته الصور جنبًا إلى جنب مع الآيات بلغة ليناب التي شرحها. هذه المادة محفوظة الآن في جامعة Pennsylvania وجرى ترقيمها. دُمِّرت أية عناصر في مجموعة عينات رافينسك الكبيرة، التي لم تجد بيعًا جاهزًا بعد وفاته، على ما يبدو. لا يوجد دليل بخلاف شهادة رافينسك على وجود العصي الأصلية. العلماء لديهم عمل فقط للدراسة.
أكد علم الآثار في القرن العشرين أنه بحلول زمن رافينسك، كان الأمريكيون الأصليون يستخدمون لفائف لحاء البتولا لأكثر من 200 عام. في عام 1965، قدم عالم الآثار كينيث كيد تقريرًا عن اكتشافين لـ «قطع مشذبة ومصنوعة من لحاء البتولا جرى خدشها على أشكال حيوانات وطيور ورجال ومخلوقات أسطورية ورموز باطنية» في منطقة رأس البحيرات في أونتاريو. بعض هذه المخطوطات تشبه المخطوطات التي استخدمتها جمعية ميد في اوجيبوا. أرِّخت لفافة من أحد هذه الاكتشافات في وقت لاحق إلى حوالي 1560 +/- 70 م.

## وولم أولم في القرن العشرون
في ثلاثينيات القرن الماضي، حاولت إرميني فويجلين العثور على دليل على عناصر وولم أولم السردية في مصادر ليني لينابي وديلاوير المستقلة. كانت المتوازيات في أحسن الأحوال غير حاسمة. بدأت الشكوك حول صحة النص تنمو. في عام 1952، أعلن عالم الآثار الشهير جيمس بينيت جريفين علنًا أنه «لا يثق في وولم أولم». كما يعتقد المؤرخ William A. Hunter أن النص مجرد خدعة.
في عام 1954، وجد عالم الآثار John G. Witthoft أخطاء لغوية ومراسلات مشبوهة للكلمات في النصوص إلى قوائم الكلمات في ليناب الإنجليزية في القرن التاسع عشر. وخلص رافينسك إلى أن السرد من نصوص ليناب المطبوعة بالفعل. في العام التالي، أعلِن في مجلة اللسانيات الأمريكية عن بدء مشروع وولم أولم لإجراء المزيد من الدراسة، لكن هذا المشروع لم يكتمل.